# Jeremy Strong (aktor)
Jeremy Strong (ur. 25 grudnia 1978 w Bostonie) – amerykański aktor. 
Odtwórca roli Kendalla Logana Roya w serialu HBO Sukcesja (2018–2023), za którą w 2019 otrzymał Nagrodę Satelity, w 2020 zdobył Nagrodę Emmy dla najlepszego aktora w serialu dramatycznym, a w 2021 Złoty Glob dla najlepszego aktora w serialu dramatycznym.

## Życiorys
Urodził się w Bostonie w Massachusetts jako syn Maureen i Davida Strongów. Jego matka była pochodzenia irlandzkiego, angielskiego i holenderskiego, a rodzina jego ojca miała korzenie żydowskie. Jego matka pracowała jako pielęgniarka w hospicjum, a ojciec pracował w Schronisku dla nieletnich. Dorastał w dzielnicy Jamaica Plain. Relacje jego rodziców były burzliwe przez całe jego dzieciństwo i ostatecznie się rozwiedli. 
Gdy miał 10 lat, jego rodzina przeprowadziła się na przedmieścia Sudbury, w poszukiwaniu lepszych szkół. Tam zainteresował się aktorstwem, angażując się w działalność dziecięcej grupy teatralnej i występując w musicalach. Wśród jego koleżanek z grupy teatralnej dla dzieci była Carly Evans, starsza siostra aktora Chrisa Evansa, z którym wystąpił razem w szkolnej inscenizacji Sen nocy letniej. Udało się jemu dostać pracę w ekipie zajmującej się zielenią na planie filmu Czarownice z Salem (1996), w którym główną rolę grał jego ulubiony aktor Daniel Day-Lewis. Po ukończeniu studiów na Uniwersytecie Yale, studiował aktorstwo w Royal Academy of Dramatic Art w Londynie i w Steppenwolf Theater Company w Chicago. W 2001 przeniósł się do Nowego Jorku.  
W 2004 wziął udział w Festiwalu Teatralnym w Williamstown, gdzie zagrał Pana Senguptę, Khattam–Shuda i Morsa w przedstawieniu Salmana Rushdiego Harun i morze opowieści, a następnie występował w produkcjach off-Broadwayowskch: Defiance Johna Patricka Shanleya (2006) jako PFC Evan Davis, Dom Franka (2006) w roli Williama i Nowe Jeruzalem (2007) jako Baruch Spinoza. W 2008 zadebiutował na Broadwayu w roli Richarda Richa w spektaklu Człowiek na każdą porę roku autorstwa Roberta Bolta. Wkrótce zdobył pierwszą rolę ekranową zdolnego studenta medycyny na UCLA Petera Hadleya w komediodramacie Hrabstwo Humboldt (Humboldt County, 2008). Kreacja prawnika i prokuratora Roya Cohna, reprezentującego Donalda Trumpa (Sebastian Stan) w niezależnym dramacie historycznym Alego Abbasiego Wybraniec (The Apprentice, 2024) przyniosła mu nominację do Oscara dla najlepszego aktora drugoplanowego, Złotego Globu dla najlepszego aktora drugoplanowego, Nagrody Gildii Aktorów Ekranowych za wybitny występ aktora w roli drugoplanowej i Nagrody BAFTA. W 2024 został uhonorowany nagrodą Tony Award za kreację doktora Thomasa Stockmanna w broadwayowskiej sztuce Henrika Ibsena Wróg ludu. 
1 sierpnia 2016 zawarł związek małżeński z Emmą Wall, duńską psychiatrą, którą poznał w 2012 na imprezie w Nowym Jorku podczas huraganu Sandy. Mają trzy córki: Ingrid, Clarę i Agathę.

## Filmografia

### Filmy
- 2008: Zdarzenie jako szeregowiec Auster
- 2009: W imieniu armii jako żołnierz
- 2010: The Romantics jako Pete
- 2012: Lincoln jako John George Nicolay
- 2012: Wróg numer jeden jako Thomas, analityk CIA
- 2013: Parkland jako Lee Harvey Oswald
- 2014: Selma jako pastor James Reeb
- 2014: Sędzia jako Dale Palmer
- 2015: Big Short jako Vinny Daniel
- 2017: Gra o wszystko jako Dean Keith
- 2017: Detroit jako adwokat Lang
- 2019: Dżentelmeni jako Matthew Berger
- 2019: Przynęta jako Reid Miller
- 2020: Proces Siódemki z Chicago jako Jerry Rubin, członek założyciel Yippies

### Seriale
- 2011–2013: Żona idealna jako Matt Becker
- 2013: Mob City jako Mike Hendry
- 2016: Masters of Sex jako	Art Dreesen
- 2018–2023: Sukcesja jako Kendall Roy